# Tatort: Schürfwunden
Schürfwunden ist ein Fernsehfilm aus der Krimireihe Tatort. Der vom WDR unter der Regie von Niki Stein produzierte Beitrag wurde am 13. Februar 2005 im Ersten Programm der ARD ausgestrahlt. Es ist der 30. Fall des Ermittler-Teams Max Ballauf und Freddy Schenk und die 589. Tatortfolge.

## Handlung
Bei einem Raubüberfall auf einen Geldtransporter wird der Fahrer erschossen. Thomas Jänsch, der Täter, kann mit der Beute entkommen, seine vermutliche Komplizin muss aus Mangel an Beweisen wieder freigelassen werden. Ballauf und Schenk bekommen kurz darauf eine mysteriöse Postsendung, in der sich der abgetrennte Daumen von Thomas Jänsch befindet. Nach Aussage der Gerichtsmedizin stammt der Finger von einer toten Person. Die Kommissare machen sich auf den Weg nach Neu-Schaffrath, wo der Brief aufgegeben worden war. Das Dorf wurde wegen eines Braunkohletagebaus umgesiedelt und so gibt es in dieser Gegend nur noch wenige Bewohner, die sich der Umsiedlung trotzig entgegenstellen. Entsprechend unzugänglich geben sich die Leute. Einziger Kontaktmann ist der Streifenpolizist Gernot Ackermann, der dort wohnt und ein wenig als Verbindungsmann fungiert.
Als ein junger Mann aus dem Dorf auf der Flucht vor den beiden Kommissaren in die Braunkohlegrube stürzt und tödlich verunglückt, ist den Kommissaren klar, dass er ihnen etwas verheimlicht hatte. So wie einige Dorfbewohner offensichtlich mehr wissen, als sie zugeben wollen.
Nachdem bei den Sachen des Verunglückten Autoschlüssel und eine Waffe gefunden wurden, auf denen nach kriminaltechnischer Überprüfung Fingerabdrücke von Jänsch sind, ist sicher, dass die Leiche und der mutmaßliche Mörder in Neu-Schaffrath zu suchen sind. Nach einer großen Suchaktion wird die Hand, die zu dem abgetrennten Daumen gehört, auf dem Friedhof des Ortes gefunden. Zum Hauptverdächtigen wird der Metzger Lensen, der als einziger ein großes Kühlhaus besitzt und in dessen Familiengrab die Hand gefunden wurde. Der Autoschlüssel führt die Beamten am Ende auch zu dem dazugehörenden Wagen, der im Baggersee von Neu-Schaffrath gefunden wird. Nach Sicht der Dinge hatte das Auto einen schweren Unfall und die Kommissare vermuten, dass dies nur von den Leuten bemerkt wurde, die allabendlich in der Dorfkneipe sitzen: Lensen und sein Sohn, der verunglückt war, Ackermann und die Betreiberin Alice Rausch. Anstatt den Unfall zu melden, haben sie den Koffer mit dem Geld unterschlagen, Jänschs Leiche tiefgefroren und dann mit in das nächste offizielle Grab gelegt, wo die Polizei dann auch fündig wird.
Zwischenzeitlich hatte eine Observierung von Jänschs Komplizin zu Jan Evers geführt, der nach den Recherchen den Mietwagen geordert hat, mit dem Jänsch verunglückt war. Da auch er auf der Suche nach Jänsch und dem Geld auf Neu-Schaffrath und deren Bewohner gestoßen ist, kidnappt er die Tochter von Alice Rausch und Gernot Ackermann. Bei der Geldübergabe erschießt Evers Ackermanns Bruder, woraufhin er von Gernot Ackermann erschossen wird.
Den Daumen hatte Ackermanns Bruder an die Polizei geschickt, weil Alice Rausch seine Exfrau ist und er befürchtete, dass sie das Dorf durch den neuen „Reichtum“ verlassen würde und er sie dann endgültig verloren hätte.

## Hintergrund
Der reale Drehort Otzenrath nahe Jüchen wurde im Film zum fiktiven Ort „Neu-Schaffrath“. Die Szenen in der vom Tagebau betroffenen alten Ortschaft wurden in Alt-Otzenrath gedreht. In der Szene auf dem alten Friedhof ist im Hintergrund die Pfarrkirche St. Simon und Judas Thaddäus zu sehen. In der Episode wird erwähnt, dass man das fiktive Schaffrath mit dem Auto erreichen könne, wenn man über den damals noch nicht abgebaggerten Ort Holz fahren würde.

## Rezeption

### Einschaltquoten
Die Erstausstrahlung von Schürfwunden am 13. Februar 2005 wurde in Deutschland von 9,43 Millionen Zuschauern gesehen und erreichte einen Marktanteil von 23,9 % für Das Erste.

### Kritiken
Rainer Tittelbach von tittelbach.tv bewertete diesen Tatort als „Klug gebautes, klar inszeniertes Komplizen-Krimidrama.“ Zudem „liegt […] stets Spannung in der Luft. Dabei gibt das atmosphärische Drumherum den Ton an, die Abraumhalden, das Wildwest-Gebaren einiger Dörfler, die Innenansicht einer kaputten Gemeinschaft. Endlich mal wieder ein WDR-‚Tatort‘ mit sozialer Bodenhaftung statt penetrantem Botschaftszwang.“

„Leider verstehen es Regisseur Niki Stein und sein Co-Autor Frank Posiadly nicht, mit dem depressiven Flair eines solchen Schauplatzes zu beeindrucken. Unentwegt düsen Polizeiautos mit Blaulicht durch die Szene, und die Kamera kann gar nicht genug von Leichen, abgesägten Daumen und tierischem Fleisch kriegen. Aufgeregtheit fressen Seele auf.“

### Trivia
In den Ballauf-Schenk-Folgen 29–32 fährt Freddy Schenk VW Touareg mit verschiedenen Kennzeichen. In dieser Folge erledigt er die meisten Fahrten jedoch mit einem zeitgenössischen Ford Fiesta (K-RT 1211), ausnahmsweise mal wieder einem Kleinwagen.